# Авіньйонський фестиваль
Авіньйонський фестиваль (фр. Festival d'Avignon) — найбільший театральний фестиваль світу, відбувається щороку у липні у французькому місті Авіньйоні.

## Історія

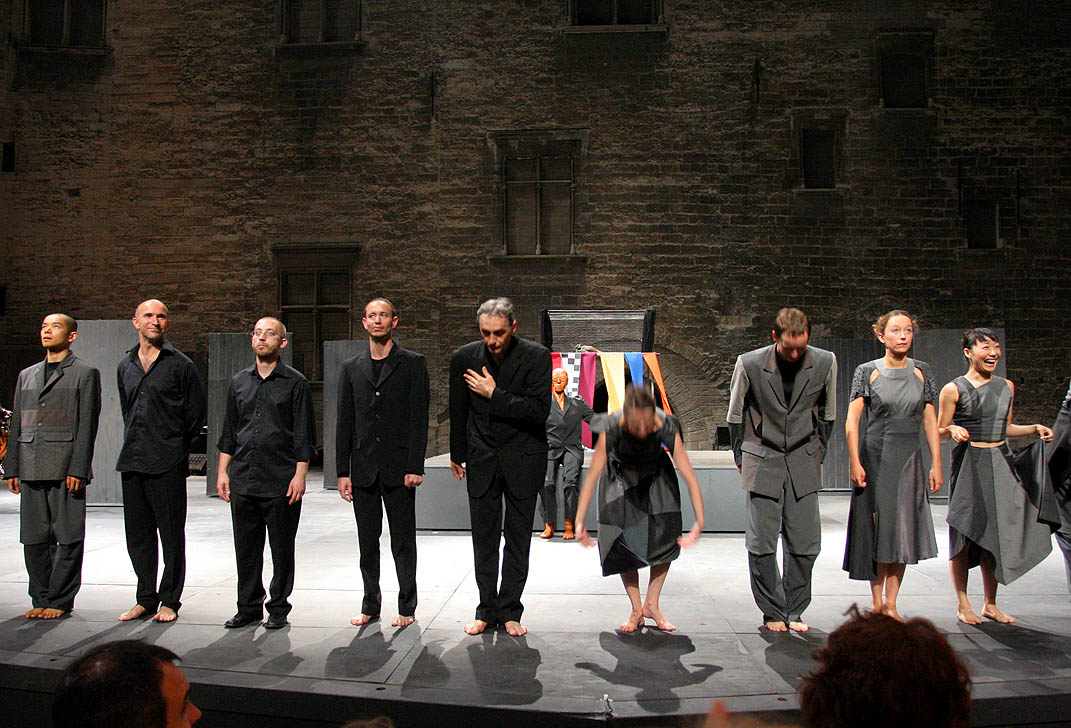
Ювілейний 60-й фестиваль 2006 року

Один з найстаріших і знаменитих театральних форумів світу був заснований видатним французьким актором і режисером, засновником Марсельського Національного народного театру (Theatre National Populaire (TNP) Жаном Віларом (Jean Vilar). Фестиваль проходить щороку в липні в середньовічному прованському Авіньйоні, де вистави проходять просто неба на міських площах, а головним залом для глядачів форуму традиційно служить дворик Папського палацу.
Свою історію фестиваль веде з літа 1947, коли в Парадному дворі Папського палацу солдати розквартированого в місті інженерного батальйону спорудили перший театральний поміст. Жан Вілар, щоб залучити в театр пересічного глядача, перемістив свій Національний народний театр зі столиці до Провансу. Перший час у театрі на відкритому повітрі виступала одна єдина керована ним трупа TNP.
У 1960-ті роки Вілар став запрошувати сюди нових знаних режисерів Франції і до кінця 1960-х років Авіньйон був внутрішньодержавним фестивалем, який представляв французькі драматичні вистави.
До кінця 1960-х років у Папський палац були допущені перші балетні вистави: Вілар запросив в Авіньйон Моріса Бежара. Пізніше Авіньйон побачив Майю Плісецьку, Національний балет Куби, «Танцтеатр» Піни Бауш і трупу Мерса Каннінгема.
У 1968 році в рамках фестивалю як форма протесту проти офіційного мистецтва був створений альтернативний фестиваль, або OFF. Ця так звана неофіційна, комерційна програма розрахована на молодь, «напівпідвальні» театри.
У 1971 році Жан Вілар пішов зі сцени і з життя.
Фестиваль у Авіньйоні з національного став інтернаціональним.
У середині 1990-х років намітилася тенденція до взаємопроникнення культур, і в Авіньйоні стали проводитися спеціальні сезони. 1996 року директор фестивалю Бернар Февр Д'Арсьє включив до нього програму індійського театру. За нею в 1997 році відбувся «російський сезон». У Авіньйон тоді приїхали дев'ять російських вистав, у тому числі постановки Петра Фоменка, Валерія Фокіна, Сергія Женовача та інших майстрів.
У 1998 році Росія привезла на фестиваль дві вистави обов'язкової програми. Перший — «Гроза» Островського — режисерська робота Генрієтти Яновської. Другий — маловідома п'єса Чехова «Тетяна Рєпіна» режисера Валентина Фокіна.
Потім в історії фестивалю з'явилися азійська та латиноамериканська сторінки. Програма 2000 «Теорема» присвячувалася театру Східної Європи. У цей рік з аншлагами пройшли виступи Московського театру на Таганці, який показав «Марат / Сад» у постановці Юрія Любимова.
8 липня 2003 зірвалося відкриття 57-го міжнародного фестивалю: вулицями Авіньйона пройшла маніфестація протесту працівників театрів. Її учасники вимагали, щоб уряд відмовився від реформування системи оплати працівників, які працюють за тимчасовими контрактами. За всю свою історію відкриття фестивалю зривалося тільки один раз в 1968 році.

## Програма
З 1969 року Авіньйонський фестиваль має дві програми: «ON» («внутрішню», яка обирається дирекцією фестивалю) і «OFF» («зовнішню», організовану за ініціативою театральних колективів, поза офіційною програмою фестивалю).
У рамках основної програми фестиваль прагне представити останні світові досягнення в області виконавських мистецтв.
Щороку у фестивалі беруть участь близько сорока спектаклів, а місце проведення фестивалю не обмежується Авіньоном і його околицями.
Основна програма Авіньйону збирає театральний бомонд. Тут представляють закордонні постановки і міжнародні проєкти, здійснені у копродукції з фестивалем, а також паризькі спектаклі, які вийдуть у столиці лише восени.
OFF — програма, що відповідає потребам у творчому вираженні численних французьких і закордонних театральних колективів, абсолютно незалежна у своїй організації від Авіньйонського фестивалю. Вона не передбачає художнього відбору і керівництва, на відміну від основної, де асоційований художній керівник фестивалю встановлює театральну карту світу і на основі свого досвіду, своїх ідей визначає в цілому програму фестивалю. У складеній таким чином програмі беруть участь близько 20 театральних труп. Багато вистав, представлених на фестивалі, є прем'єрами.
Фестиваль не має ні премій, ні рейтингів, ні спонсорів.
Авіньйонський фестиваль включає не тільки спектаклі: проводяться лекції, семінари, майстер-класи.
У 2003 році директор Авіньйонського фестивалю Венсан Бодрійє ввів інститут так званих Artistes associes — запрошених співкерівників, разом з якими він встановлює програму. Троє попередніх були іноземцями: німець Томас Остермаєр, бельгієць Ян Фабр і угорець за походженням Жозеф Наджі, потім Фредерік Фісбах, який вирішив повернути фестиваль до традиційної опори французького театру, а також звернутися до історії не тільки фестивалю, а й країни.
У 2008 році Artistes associes був італієць Ромео Кастелуччі, в 2009 році — канадець Вічі Муавад.
У 2010 році Artistes associes 64-ого Авіньйонського форуму стали знаменитий швейцарський режисер Крістоф Марталлер і французький письменник, поет і драматург Олів'є Кадьо. Саме вони сформували програму форуму 2010 року.
У 2015 році на Авіньйонському фестивалі вперше була випробувана технологічна новинка — спеціальні окуляри, що дозволяють переглядати субтитри під час виконання опери, мова субтитрів може обиратися слухачем.